# Tymoteusz Puchacz
Tymoteusz Puchacz (Sulechów, 1999. január 23. –) lengyel válogatott labdarúgó, a Panathinaikósz játékosa kölcsönben az Union Berlin csapatától.

## Pályafutása

### Klubcsapatokban
Felnőtt karrierjét a Lech Poznań csapatában kezdte meg. 2017. december 15-én jelentették be, hogy kölcsönben a Zagłębie Sosnowiec csapatához csatlakozik 2018. január 1-től. 2018. augusztus 31-én a Katowice vette kölcsön egy szezonra. 2021. május 18-án a német Union Berlin jelentette be, hogy szerződtették 3,5 millió euróért. 2022. január 10-én félévre kölcsönbe került a török Trabzonspor csapatához. 2023. január 1-jén a görög Panathinaikósz csapatához került kölcsönben.

### A válogatottban
Pályára lépett a 2019-es U20-as labdarúgó-világbajnokságon. 2021. június 1-jén mutatkozott be a felnőtt válogatottban Oroszország ellen. Tagja volt a 2020-as labdarúgó-Európa-bajnokságon résztvevő válogatottnak.

## Sikerei, díjai
- Trabzonspor
  - Török bajnok: 2021–22